# Agatha (1979)
Agatha is een film uit 1979 met Vanessa Redgrave, Dustin Hoffman en Timothy Dalton en geregisseerd door Michael Apted. Hij toont een fictieve versie over de verdwijning van de mysterieschrijfster Agatha Christie in 1926. De film kwam uit in de Verenigde Staten op 9 februari 1979.
De film is gepresenteerd met de slagzin: A fictional solution to the real mystery of Agatha Christie's disappearance. (Vertaling: Een fictieve oplossing voor het echte mysterie van de verdwijning van Agatha Christie.)

## Verhaal
Wanneer haar echtgenoot Agatha Christie vertelt dat hij wil scheiden omwille van een buitenechtelijke relatie antwoordt ze hem dat ze vreest voor haar leven. Daarop verdwijnt ze en duikt ze onder in een hotel waarbij ze de naam gebruikt van een familielid van de minnares van haar man.

## Rolverdeling
| Acteur           | Personage                                      |
| ---------------- | ---------------------------------------------- |
| Vanessa Redgrave | Agatha Christie                                |
| Dustin Hoffman   | Wally Stanton, de journalist                   |
| Timothy Dalton   | Archie Christie, de eerste man van A. Christie |
| Helen Morse      | Evelyn Crawley                                 |
| Celia Gregory    | Nancy Steele                                   |
| Paul Brooke      | John Foster                                    |
| Carolyn Pickles  | Charlotte Fisher                               |
| Timothy West     | Kenward                                        |
| Tony Britton     | William Collins                                |
| Alan Badel       | lord Brackenbury                               |

## Trivia
Dustin Hoffman was eigenlijk alleen bezig met de financiering van de film maar deed uiteindelijk mee als acteur. Het scenario moest herschreven worden om een betere rol voor Hoffman te vinden.